# Chili aux Jeux olympiques d'été de 1924
L'équipe de chilienne olympique participe aux Jeux olympiques d'été de 1924 à Paris. Le pays n'y remporte aucune médaille. L'athlète Manuel Plaza est le porte-drapeau d'une délégation chilienne comptant 13 sportifs.